# Schwarza (přítok Sály)
Schwarza je řeka v Německu, která protéká spolkovou zemí Durynsko.
Je to levostranný přítok řeky Sály, spolu s kterou náleží do povodí Labe. Délka
toku je 53 km. Plocha povodí měří 507 km².

## Průběh toku

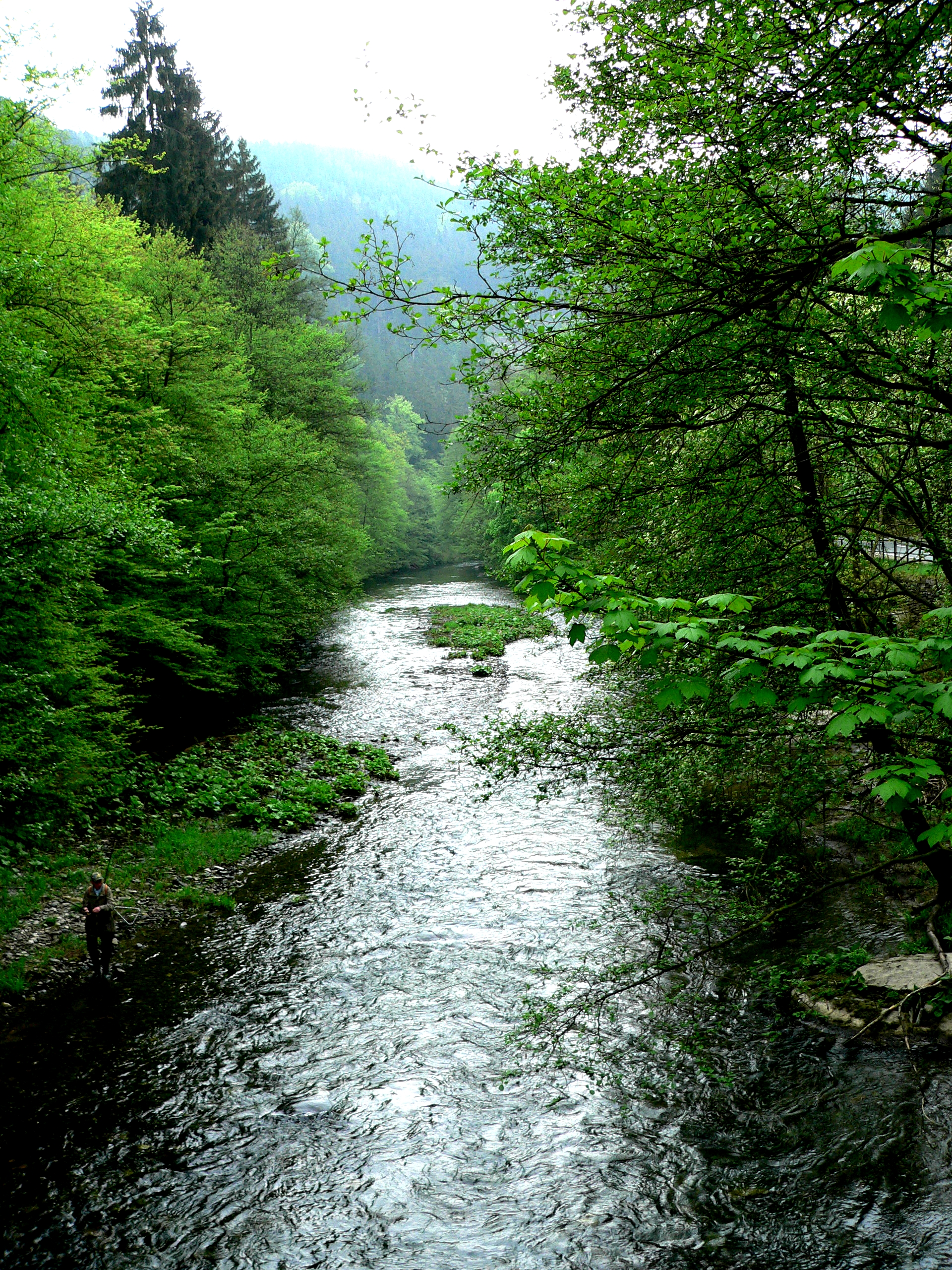
Schwarza v oblasti Thüringer Schiefergebirge

Řeka Schwarza pramení u obce Scheibe-Alsbach, v oblasti Thüringer Schiefergebirge
(Durynská břidličná vrchovina), v nadmořské výšce okolo 710 m. Kromě krátkého horního úseku, kde teče na západ, směřuje její tok převážně severovýchodním směrem. Do Sály ústí u města Rudolstadt.

### Větší přítoky
- levé – Rinne
- pravé – Lichte, Sorbitz

## Vodní režim
Průměrný průtok v ústí je 5,4 m³/s.